# ルイサ・フェルナンダ・デ・ボルボーン
マリア・ルイサ・フェルナンダ・デ・ボルボン・イ・ボルボン＝ドス・シシリアス（Maria Luisa Fernanda de Borbón y Borbón-Dos Sicilias, 1832年1月30日 - 1897年2月2日）は、スペインの女性王族、スペイン王女（Infanta de España）。女王イサベル2世の唯一の妹。フランス王ルイ・フィリップの子息モンパンシエ公アントワーヌに嫁し、7月王政期のフランス王室の一員ともなった。

## 生涯
スペイン王フェルナンド7世と4人目の王妃マリア・クリスティーナの間の第2子・次女。両親は実の伯父と姪の間柄だった。1833年の父王の死で姉がイサベル2世女王として即位すると、わずか1歳で王位継承権首位者・推定相続人となり、1851年に女王が第1子を出産するまでその地位にあった。
1844年よりイサベル2世の花婿選びが始まると、ヴィクトリア英国女王とフランス王ルイ・フィリップが花婿候補の選定に介入しようとした。スペイン・ブルボン朝の王統を守るため、イサベルの夫は同族の中から選ばれるというスペイン王室の出した条件について、両者は同意した。また同時に両者は、イサベルが結婚し後継者をもうけた時点から、ルイサ・フェルナンダ王女の花婿選びを始めることも取り決めた。ところがイサベル女王と従兄のカディス公フランシスコ・デ・アシス王子との結婚が公表された後の1846年8月、フランス政府はイギリス政府に対し、スペイン女王の婚礼と同じ日に、ルイサ・フェルナンダ王女とフランス王の末息子モンパンシエ公爵との婚礼を同時に行う、という内容の通告を行った。この突然の抜け駆けにヴィクトリア女王は激怒し、英国政府は抗議を表明せざるを得なくなった。
在スペイン英国大使ヘンリー・ブルワーが8月31日にマドリードの首相官邸に乗り込み、イストゥリス首相にイギリス・スペイン同盟の内容変更をちらつかせて脅しをかけ、王女の婚約話を覆そうとした。しかし英国大使館の影響力も今回の件では無力だった。1846年9月13日、スペイン国会は女王と王女の二重結婚について公式に承認した。9月25日には在スペインフランス大使シャルル＝ジョゼフ・ブレッソンがフランス王の代理として、ルイサ・フェルナンダに正式な婚姻の申し込みを行った。
王女とフランス王子との結婚話はスペイン国内では冷ややかに受け止められた。左派の進歩党はこの縁組に猛反対し、他のスペイン王子との婚姻を支持した。カディス公の弟で、反政府暴動に関わってベルギーのヘントに亡命していたセビーリャ公エンリケも、ルイサ・フェルナンダの嫁入りによってオルレアン家にスペイン王位請求権が生じることに反対を表明した。しかしセビーリャ公はイサベル2世に懐柔され、友人たちとの関係を断つことを条件に、スペインに帰国して海軍提督の職を与えられると、前言を翻して11月19日に王女の結婚への支持を表明している。女王と王女の二重結婚は予定通り1846年10月10日に挙行され、ルイサ・フェルナンダはモンパンシエ公と結婚した。夫妻はともに母親が両シチリア王家出身で、従叔父と従姪の間柄だった。モンパンシエ公は10月22日に新妻を連れてパリに戻った。
スペイン女王と王妹の二重結婚は多くの批判に晒されつつも何とか実現にこぎ着けることができたが、この結婚で当てが外れた人々や党派は不満を抱いたままであり、揉め事が続いた。イサベル2世夫妻が不和で子を授からないかもしれない、という見方が強まると、スペイン王位継承問題でのルイサ・フェルナンダの重要性は否応なしに高まった。もともと王女とフランス王子の結婚に反対だったスペイン世論は、結婚に伴いモンパンシエ公に生じているスペイン王位継承権の正式な放棄手続きを、オルレアン家が行うべきだと息巻いていた。
スペイン憲法には女子継承権者が王位継承資格のない王子と結婚することを禁じる規定が存在しており、ルイサ・フェルナンダとモンパンシエ公の結婚の違憲性を指摘する人々もいた。フェリペ5世とその子孫のスペイン・ブルボン家に認められたスペイン王位継承権は、国際的には1713年のユトレヒト条約に基づくものであったが、同条約ではフランス・ブルボン家とともに、その分家筋オルレアン家もまた同国の王位継承権を否定されていたのである。英国政府の抗議は同条約を拠り所としたもので、この主張を受け入れてしまえば、ルイサ・フェルナンダの子供たちはスペイン王位継承権を持たないことになるのだった。フランス首相ギゾーは英国政府の法解釈を不適切だとして反駁した。ルイサ・フェルナンダと子供たちのスペイン王位継承権の有無の問題は、1857年にイサベル2世が男子後継者をもうけるまで、取り沙汰され続けた。
1848年の2月革命によりルイサ・フェルナンダは1年と数カ月でフランスを追われ、オルレアン家一族と共にロンドンに逃れた。モンパンシエ公夫妻は英国で亡命者として暮らす一族とは違い、スペインのセビーリャに移って同国の王族として暮らした。モンパンシエ公は1859年、義姉のスペイン女王から陸軍元帥の地位とスペイン王子の称号を授かった。1868年7月、スペイン政府は軍の高官たちによる政府転覆の陰謀の証拠をつかんだ。陰謀参加者たちはイサベル2世を廃位し代わって義弟のモンパンシエ公をスペイン王位に就けようとしていた。反逆者扱いされたモンパンシエ公はスペインにおけるすべての称号及び礼遇を剥奪され、ポルトガルのリスボンに亡命したが、同年9月にスペイン名誉革命が起きて女王が追放されると、スペインのセビーリャに戻った。
ルイサ・フェルナンダは夫の即位を願ったが、スペイン世論はモンパンシエ公を嫌っており、1870年年頭に出された彼を王位に就ける議案はスペイン国会によって2度とも否決された。フランス皇帝ナポレオン3世はオルレアン家のメンバーがどこかの国で王位に復帰することを徹底的に阻止しようとしており、スペインでもモンパンシエ公の王位就任を妨害した。モンパンシエ公の野心的な策略はイサベル2世の義弟であるセビーリャ公との対立を生じ、両者は1870年3月12日に決闘を実施、結果セビーリャ公が落命する事態となった。こうした流れのなか、1870年11月16日に実施されたスペイン国会の国王選挙で、モンパンシエ公はわずか27票しか得られず王位を逃した。
モンパンシエ公一家は翌1871年スペインを出国してフランスに移り、先に同国に逃亡していたイサベル2世一家と和解した。1875年、イサベル2世の長男アルフォンソ12世によるブルボん朝復古が実現すると、モンパンシエ公夫妻はようやくスペインに帰国することができ、サンルーカル・デ・バラメーダで余生を送った。公爵夫妻は死後、エル・エスコリアル修道院内の王子廟に葬られた。

## ギャラリー

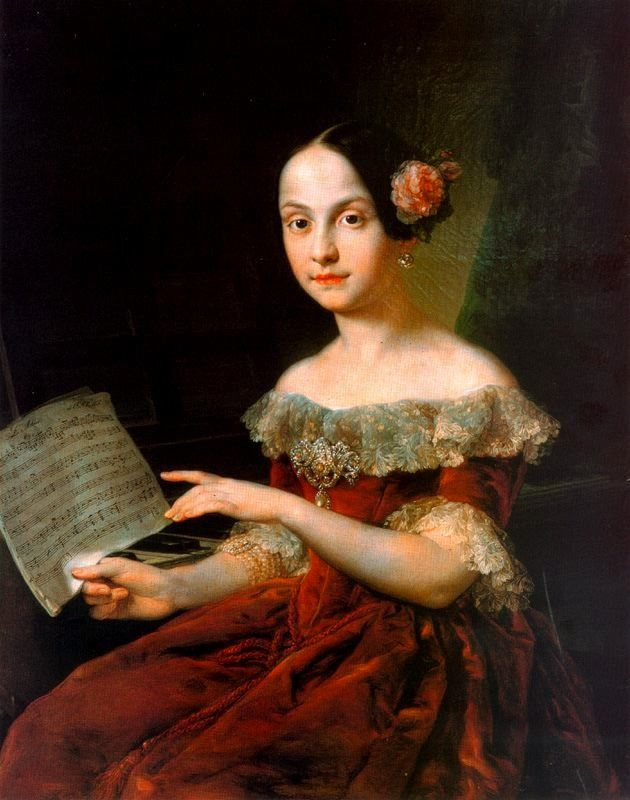
V・ロペス・ポルターニャによる肖像画、1842年、セヴィーリャ・アルカサル蔵
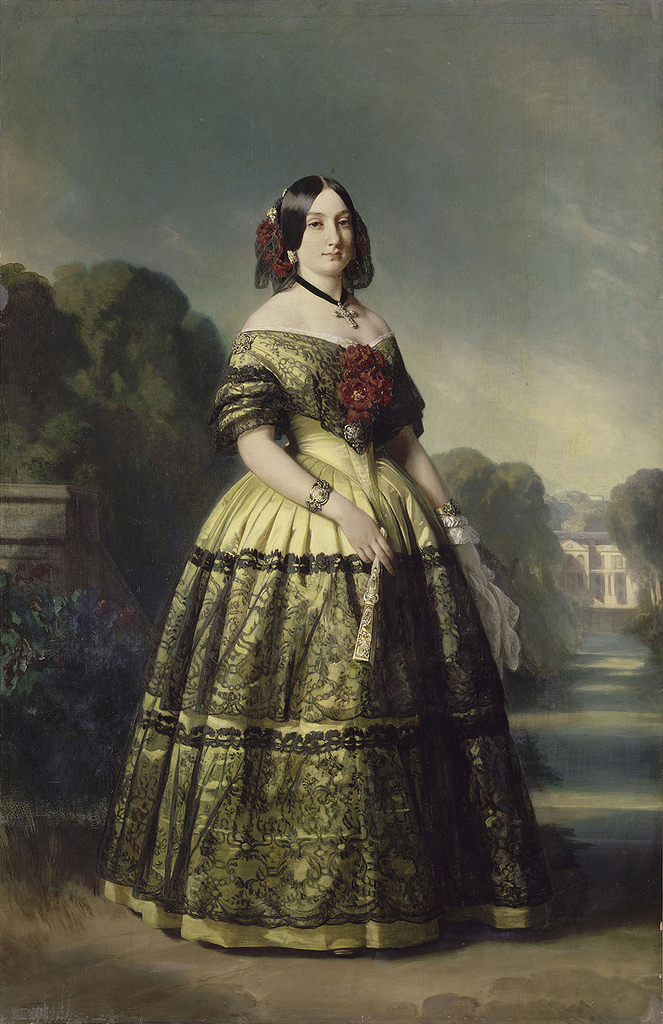
F・X・ヴィンターハルターによる肖像画、1847年、ヴェルサイユ宮殿蔵
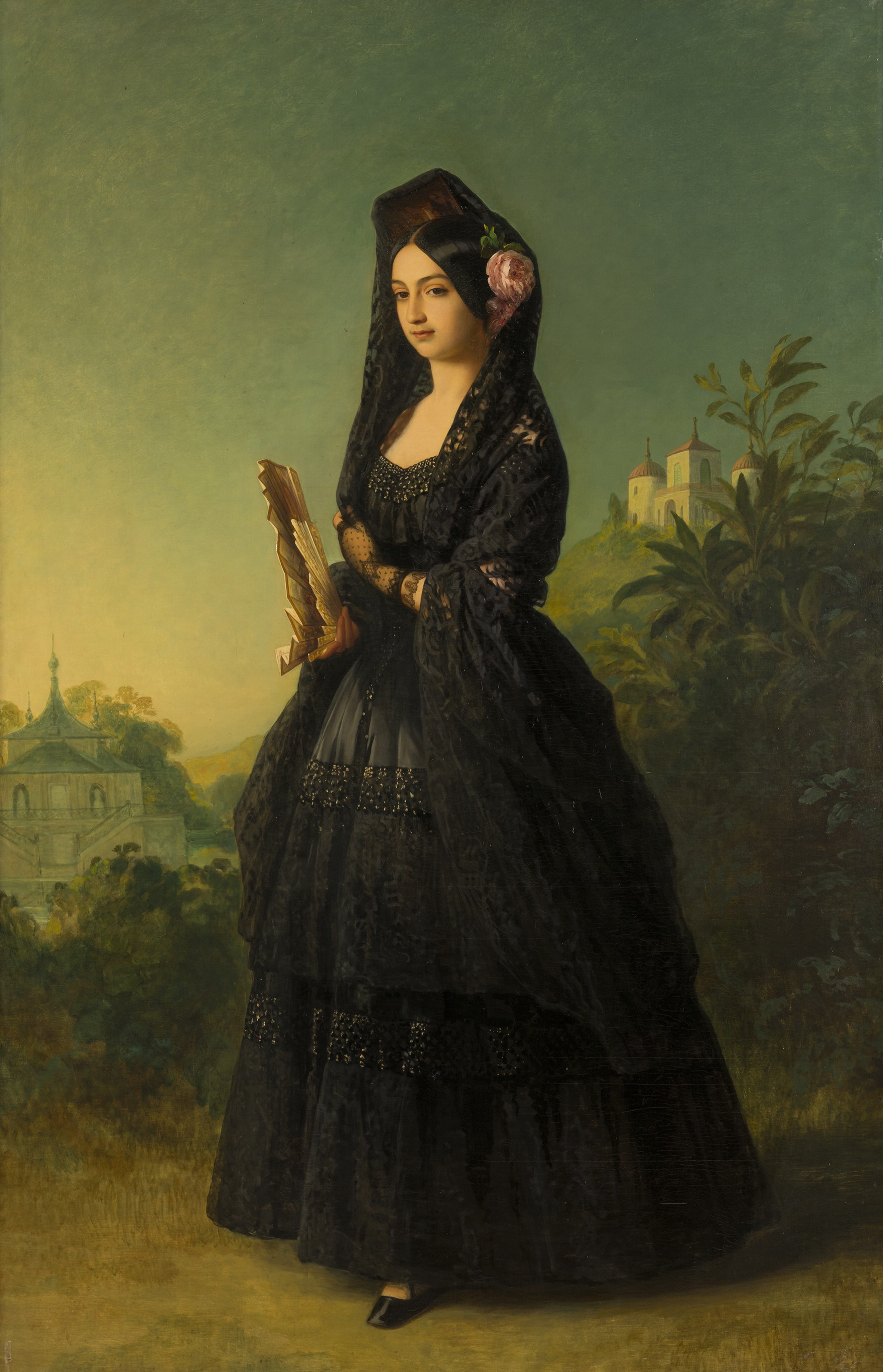
F・X・ヴィンターハルターによる、黒色のペイネタとマンティヤ（英語版）を身に付けた肖像画、1848年、ヴェルサイユ宮殿付属フランス歴史美術館（英語版）蔵
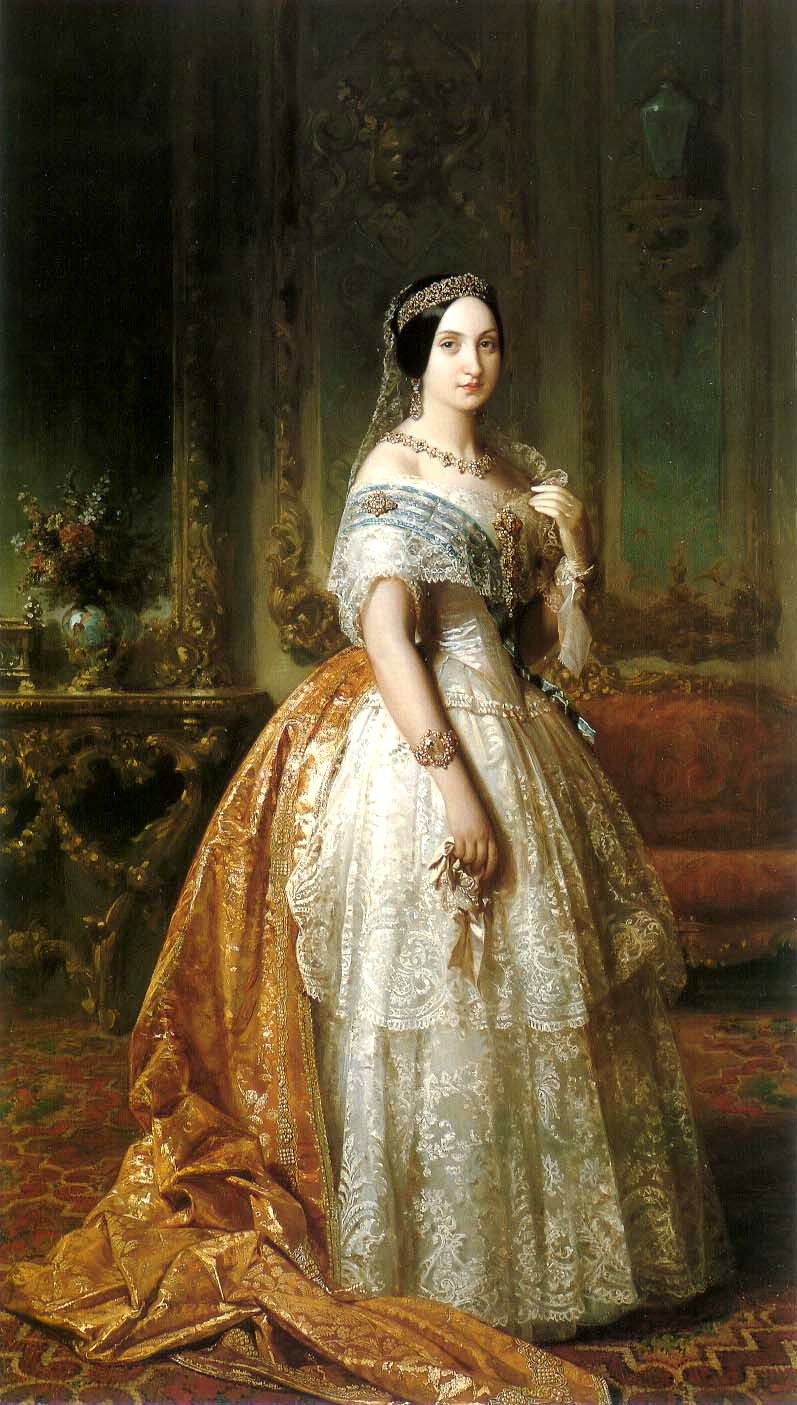
F・マドラーソによる肖像画、1851年、マドリード王宮蔵
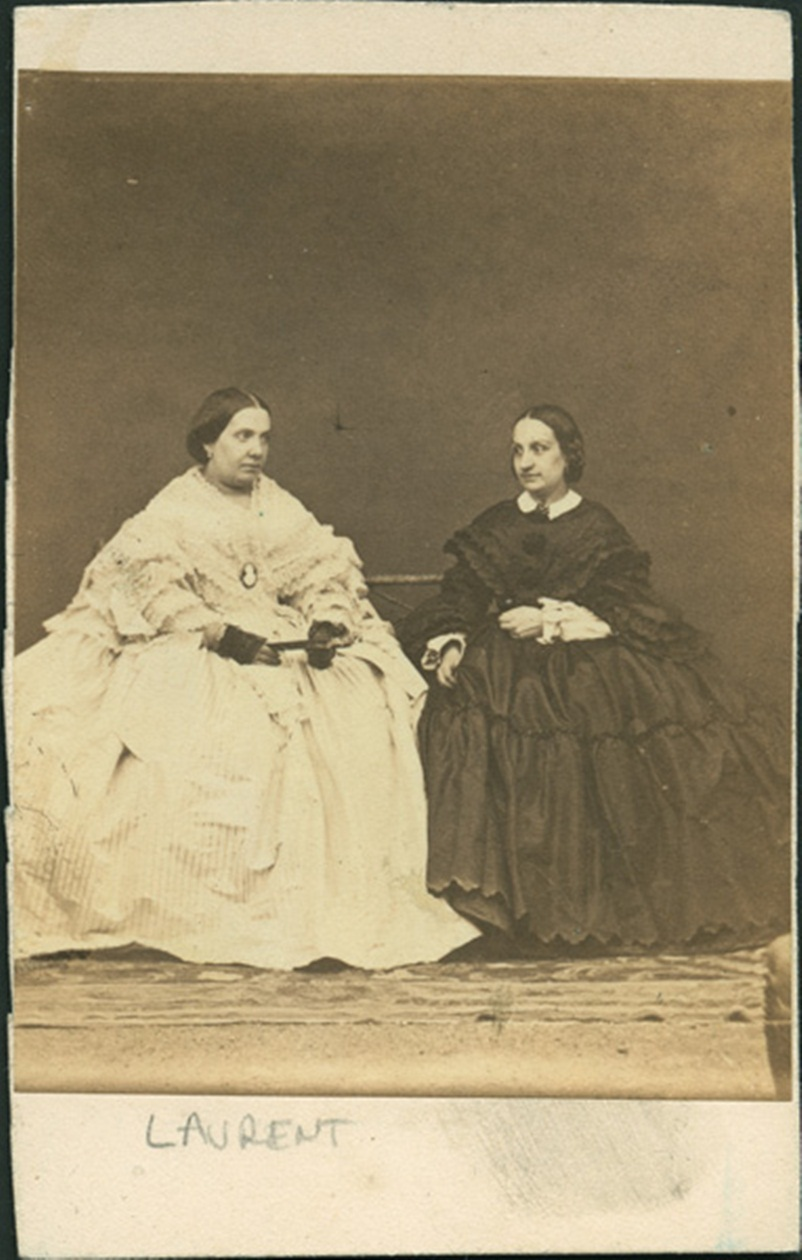
姉のイサベル2世女王（左）と向き合う肖像写真、J・ロラン（英語版）撮影、ロマン主義博物館蔵
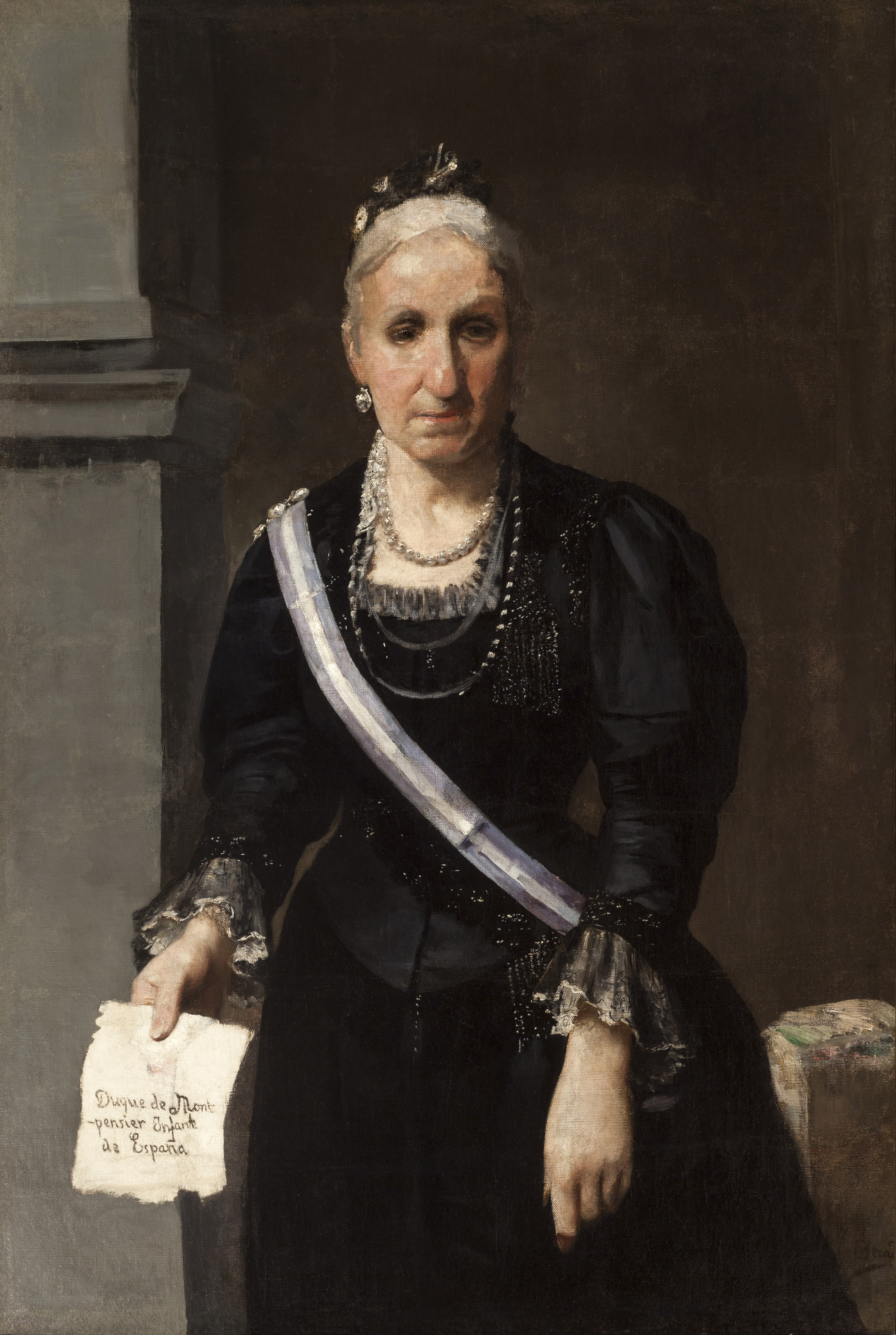
F・ティラド（スペイン語版）による肖像画、1894年頃、セビーリャ市参事会蔵

## 子女

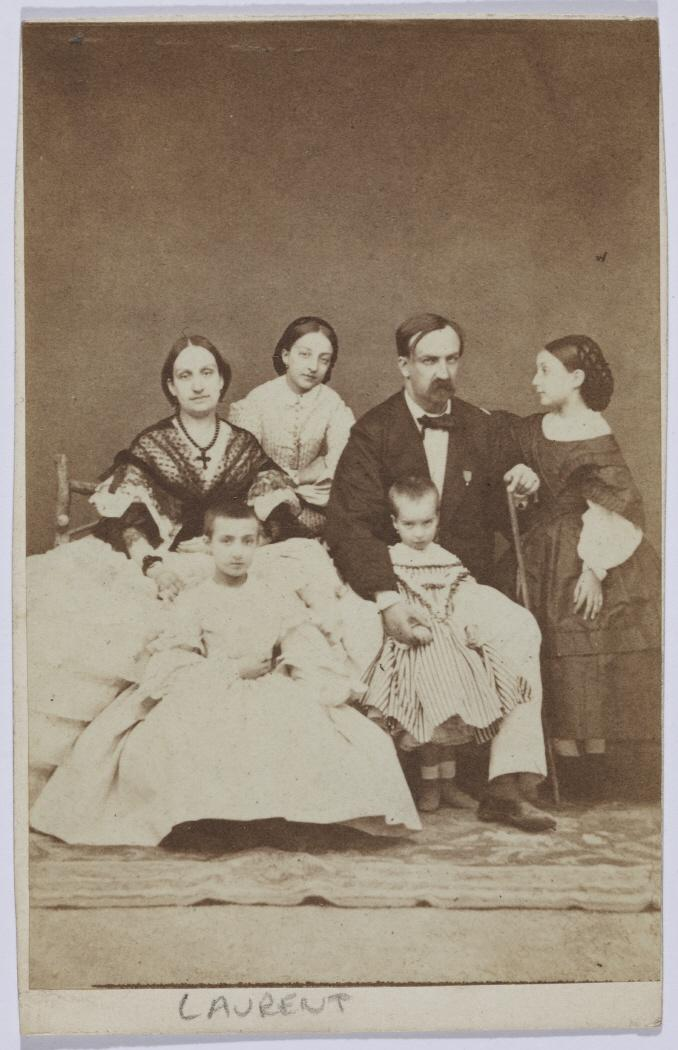
モンパンシエ公爵夫妻と上の4人の娘たち、1860年頃、J・ロラン撮影、ロマン主義博物館蔵

夫との間に10子をもうけ、子供たちは皆スペイン王子・王女の称号を有した。
- マリア・イサベル・フランシスカ・デ・アシス・アントニア・ルイサ・フェルナンダ・クリスティーナ・アメリア・フィリパ・アデライーダ・ホセファ・エレナ・エンリケッタ・カロリーナ・フスティーナ・ルフィーナ・ガスパリーナ・メルシオーラ・バルタサーラ・マテア（1848–1919） - 父方従兄のパリ伯フィリップと結婚
- マリア・アマリア・ルイサ・エンリケッタ（1851–1870）
- マリア・クリスティーナ・フランシスカ・デ・パウラ・アントニエータ（1852–1879） - 母方従兄のスペイン王アルフォンソ12世（妹メルセデスの寡夫）と婚約
- マリア・デ・ラ・レグラ・フランシスカ・デ・アシス・アントニア・ルイサ・フェルナンダ（1856–1861）
- 死産児（1857）
- フェルナンド・マリア・エンリケ・カルロス（1859–1873）
- マリア・デ・ラス・メルセデス・イサベル・フランシスカ・デ・アシス・アントニア・ルイサ・フェルナンダ（1860–1878） - 母方従兄のスペイン王アルフォンソ12世と結婚
- フェリペ・ライムンド・マリア（1862–1864）
- アントニオ・マリア・ルイス・フェリペ・フアン・フロレンシオ（1866–1930） - 母方従姉のスペイン王女エウラリアと結婚
- ルイス・マリア・フェリペ・アントニオ（1867–1874）

## 引用・脚注
1. 1 2  Spanien (Geschichte). In: Heinrich August Pierer (Hrsg.): Universal-Lexikon der Gegenwart und Vergangenheit. 4. Auflage, Bd. 16 (1862), S. 406.
2. ↑  Martin Baumeister: Isabella II. In: Walther L. Bernecker, Carlos Collado Seidel, Paul Hoser (Hrsg.): Die spanischen Könige. C.H. Beck’sche Verlagsbuchhandlung, München 1997, ISBN 3-406-42782-0, S. 224–243, hier: S. 230 f.
3. ↑  Spanien (Geschichte). In: Heinrich August Pierer (Hrsg.): Universal-Lexikon der Gegenwart und Vergangenheit. 4. Auflage, Bd. 16 (1862), S. 406–407.